# Charles Hamelin
Charles Hamelin (* 14. dubna 1984, Lévis, Quebec) je kanadský shorttrackař. Získal čtyři olympijské medaile, tři zlaté (5 km štafeta a sprint 500 metrů individuálně ve Vancouveru 2010, 1,5 km v Soči 2014) a jednu stříbrnou (5 km štafeta v Turíně 2006). Má též 35 medailí z mistrovství světa, z toho deset zlatých.